# Романівська сільська рада (Брусилівський район)
Романівська сільська рада — колишня адміністративно-територіальна одиниця та орган місцевого самоврядування у Брусилівському і Коростишівського районів Білоцерківської і Київської округ, Київської й Житомирської областей Української РСР та України з адміністративним центром у с. Романівка.

## Населені пункти
Сільській раді були підпорядковані населені пункти:
- с. Романівка
- с. Пилипонка

## Населення
Відповідно до перепису населення СРСР, станом на 17 грудня 1926 року, чисельність населення ради становила 853 особи, з них, за статтю: чоловіків — 414, жінок — 439; етнічний склад: українців — 852, інші — 1. Кількість господарств — 199, з них неселянського типу — 3.
Відповідно до результатів перепису населення СРСР, кількість населення ради станом на 12 січня 1989 року становила 446 осіб.
Станом на 5 грудня 2001 року, відповідно до перепису населення України, кількість мешканців сільської ради становила 541 осіб.

## Склад ради
Рада складалася з 12 депутатів та голови.

### Керівний склад сільської ради
| ПІБ                           | Основні відомості                                                                             | Дата обрання | Дата звільнення |
| ----------------------------- | --------------------------------------------------------------------------------------------- | ------------ | --------------- |
| Білоцький Василь Анатолійович | Сільський голова, 1969 року народження, освіта, член Всеукраїнського об'єднання «Батьківщина» | 26.03.2006   | 31.10.2010      |
| Рудницька Любов Адамівна      | Сільський голова, 1967 року народження, освіта вища, член Партії регіонів                     | 31.10.2010   |                 |

Примітка: таблиця складена за даними джерела

## Історія
Створена 1923 року в с. Романівка Водотиївської волості Радомисльського повіту Київської губернії.
Станом на 1 вересня 1946 року входила до складу Брусилівського району Житомирської області, на обліку в раді перебувало с. Романівка.
11 серпня 1954 року, відповідно до указу Президії Верховної ради Української РСР «Про укрупнення сільських рад по Житомирській області», до складу ради включено села Покришів, Здвижка і Семенівка ліквідованих Покришівської та Здвижківської сільських рад Брусилівського району. 5 березня 1959 року, відповідно до рішення Житомирського облвиконкому № 161 «Про ліквідацію та зміну адміністративно-територіального поділу окремих сільських рад області», підпорядковано с. Пилипонка ліквідованої Приворітської сільської ради, одночасно с. Покришів передане до складу Водотиївської сільської ради Брусилівського району.
На 1 січня 1972 року сільська рада входила до складу Коростишівського району Житомирської області, на обліку в раді перебували села Здвижка, Пилипонка, Романівка та Семенівка.
12 серпня 1974 року, відповідно до рішення Житомирського облвиконкому № 342 «Про зміни в адміністративно-територіальному поділі окремих районів області в зв'язку з укрупненням колгоспів», села Здвижка та Семенівка передані до складу Вільнянської сільської ради Коростишівського району.
Ліквідована 28 грудня 2016 року через об'єднання до складу Брусилівської селищної територіальної громади Брусилівського району Житомирської області.
Входила до складу Брусилівського (7.03.1923 р., 4.05.1990 р.) та Коростишівського (30.12.1962 р.) районів.